# Gaston de Béarn
Gaston de Béarn (* um 1365; † 1381), auch Gaston de Foix genannt, war das einzige legitime Kind des Grafen Gaston Fébus und dessen Ehefrau Agnes von Navarra. Er war damit Erbe eines bedeutenden Länderkonglomerats am Nordhang der Pyrenäen, welches die Grafschaft Foix, die Vizegrafschaften von Béarn, Marsan und Lautrec sowie die Co-Herrschaft über Andorra umfasste. In der spätmittelalterlichen Zeit war dies eines der letzten großen Feudalfürstentümer Frankreichs.
Dieses Erbe sollte Gaston aber nie antreten, da er noch vor dem Vater verstarb. Grund dafür soll das als zuweilen gewalttätig geltende Temperament des Vaters gewesen sein, der für den Tod seines Sohnes verantwortlich gemacht wurde. Die einzige zeitgenössische Quelle, die darüber berichtet, sind die Chroniken des Jean Froissart. Dieser berichtete darin ausführlich über das Leben am Hofe des Grafen von Foix zu Orthez und auch um die Umstände des Todes des gräflichen Erben. Froissart wiederum bezog seine Informationen aus den Erzählungen des Ritters Espaing du Lion, der dem Gefolge des Grafen angehörte.

## Vorgeschichte
Als Ursache für diese Familientragödie nennt Froissart einen finanziellen Streit zwischen Graf Fébus und seinem Schwager König Karl II. von Navarra, der um die Auslösung des seit der Schlacht von Launac (1362) in gräflicher Gefangenschaft befindlichen Sire d’Albret entbrannt war. Graf Fébus war nicht bereit, den Sire aus seiner Gefangenschaft zu erlösen, da dieser nicht in der Lage war, das geforderte Lösegeld von 50.000 Livres aufzubringen. Da aber trat des Grafen Ehefrau Agnes von Navarra für den Sire ein, der ihrer Familie freundschaftlich verbunden war. Sie erklärte sich bereit, bei ihrem Bruder König Karl von Navarra um das geforderte Geld zu bitten, das der Sire d’Albret dem König wieder zu gegebener Zeit zurückzahlen sollte. König Karl erklärte sich bereit, das Lösegeld zu zahlen, und guten Willens ließ Graf Fébus den Sire frei.
Doch das Geld sollte nie in der Schatzkammer der Grafen ankommen, stattdessen zögerte König Karl die Zahlung immer wieder hinaus. Um keinen Konflikt zwischen den beiden Schwagern aufkommen zu lassen, reiste Agnes zu ihrem Bruder ins navarresische Pamplona, um diesen doch zu der vereinbarten Zahlung zu bewegen, doch König Karl ließ sich von den Worten seiner Schwester nicht erweichen. Agnes weigerte sich danach, zu ihrem Ehemann zurückzukehren, da sie das Temperament ihres Ehemanns kannte und um ihr Leben fürchtete, wenn sie ihm mit einer schlechten Botschaft unter die Augen trete.

## Verschwörung
Wenige Jahre später entschloss sich der junge Gaston an den Hof seines Onkels nach Navarra zu ziehen, um dort seine Mutter zu einer Rückkehr nach Orthez zu bewegen, doch auch er konnte die Furcht seiner Mutter vor ihrem Mann, seinem Vater, nicht nehmen. So verbrachte er einige Zeit in Navarra und nahm dort an Festen und Jagdgesellschaften seines Onkels teil. Dabei soll König Karl seinen Neffen vor dessen Abreise zu einem vertraulichen Gespräch gebeten haben und ihm ein Säckchen feines Pulver gegeben haben. Er sollte etwas  Pulver unbemerkt in die Speise seines Vaters mischen. Durch dieses Pulver sollte der wütende Graf zu neuer Liebe zu seiner Frau entbrennen und ihre sofortige Rückkehr an seine Seite erwünschen. Gaston, in der Hoffnung seine Eltern auf diese Weise wieder zusammenführen zu können, nahm das Pulver an sich und kehrte nach Orthez zurück.

## Attentat
Dort angekommen wartete Gaston auf eine günstige Gelegenheit, seinem Vater von dem Pulver zu geben. Doch sein Plan sollte nicht unbemerkt bleiben. Als sein jüngerer Bruder Ivain eines Tages Gastons Wams anzog, fand er das Pulversäckchen in einer Tasche des Kleidungsstückes. Als er wissen wollte, was es sich damit auf sich habe, verweigerte Gaston die Antwort. Später gerieten die Brüder während eines Ballspieles in einen Streit, bei dem Gaston seinen jüngeren Bruder schlug. Yvain erzählte daraufhin dem Vater von Gastons Pulver und von dessen Voraussagen, dass seine Gemahlin bald wieder hoch in seiner Gunst stehen würde. Graf Fébus schöpfte Verdacht.
Als Gaston eines Tages Mundschenk des Vaters war, bemerkte Graf Fébus den Beutel am Wams seines Sohnes. Er bat ihn näherzukommen und schnitt den Beutel ab. Dann streute er etwas Pulver auf ein Stück Brot. Er warf es seinem Hund hin, der das Brot verschlang und sofort verendete.

## Gastons Tod
Noch an der Tafel, wollte der Graf seinen Sohn mit einem Messer erstechen, doch seine Ritter hinderten ihn. Er ließ seinen Sohn in einem Turm gefangensetzen und mehrere von Gastons Freunden grausam hinrichten, da diese angeblich in den Mordanschlag seines Sohnes eingeweiht waren. Dann ließ der Graf all seine Vasallen zu sich rufen, um mit ihnen Gericht über seinen Sohn zu halten. Das Volk bat den Grafen, den Sohn zu verschonen, da er doch sein einziger Erbe sei und dessen Tod Unheil über die Grafschaft bringen würde. Der Graf gab ihnen das Versprechen, Gaston am Leben zu lassen und bestimmte, dass der Sohn für einige Zeit im Kerker verbleiben solle, um danach eine mehrjährige Reise anzutreten, bei der er zu besseren Verstand kommen solle.
Gaston nahm im Kerker kaum Nahrung zu sich, besonders kein Fleisch, da er eine Vergiftung durch seinen Vater fürchtete. Der Wärter unterrichtete den Grafen über den stetig schlechter werdenden Gesundheitszustand des Sohnes. Daraufhin stürmte der Vater wütend in den Kerker, verprügelte den Sohn und verletzte ihn mit einem Messer am Hals, ohne die Verletzung zu bemerken. Kurz nachdem der Vater die Zelle verlassen hatte, starb der Sohn.
Mit Gastons Tod verlor Graf Fébus seinen einzigen legitimen Erben. Aus Trauer soll er sich auf die Burg von Pau zurückgezogen haben. Dort schrieb er das Livre des Oraisons  (Buch der Gebete), eine Sammlung von Gebeten, mit denen Graf Fébus Gott um Vergebung für die Tötung seines Sohnes bittet. Zu seinem Erben bestimmte er die französische Krone, doch König Karl VI. von Frankreich sollte das Erbe 1391 an Fébus' Cousin Mathieu weitergeben.